# トヨタカレンダー
トヨタカレンダーとは、トヨタ自動車およびその子会社、関連会社、下請け会社などの取引先で使用される、稼働カレンダーである。
トヨタ自動車社内において「豊田（本社）・工場地区」カレンダー（通称：Ａカレンダー）と呼ばれ、本社および各生産工場で採用されているものが一般に言われるトヨタカレンダーである。トヨタには複数の勤務カレンダーが存在し、東京や名古屋のオフィスなど、生産に直接関与しない間接部門や、全国各地にある系列販売店などではトヨタカレンダーは採用されていない。

## 特徴
通常日本国内で使用されるカレンダーには、日本の国民の祝日に関する法律（祝日法）に基づく休日（国民の祝日、振替休日、国民の休日。以下「祝日など」）が休業日として設定されているが、トヨタカレンダーではこの祝日などを休業日にせず、ただひたすら週5日の営業日（稼動日）とそれに続く2日の休日が繰り返される。
これは、週あたりの稼働日数を毎週同じにすることで生産台数を平準化し、生産計画を容易にしてブレをなくすことと、起動や停止に多くの作業工数やエネルギーを要する設備が存在するためである。
その代わりにゴールデンウィークやお盆、年末年始などの大型連休にはまとまった休みが設定されている。連休の始まりを伝えるニュースなどでトヨタの休日日数が報じられる場合、他社より長い休日があるように報じられることがあるが、それは祝日などの分を充当しているためである。
トヨタカレンダーで一週間を表現する場合、週の始まりを月曜日とし、土曜日の右側に日曜日を配することが一般的である。

## 地域との関わり
トヨタカレンダーと同様の稼働カレンダーは他の自動車メーカー（完成品メーカー）や部品メーカーのみならず、同様に大型設備を有する鉄鋼、重電、化成品メーカーなどでも採用されており、それ自体は特段珍しいものではないが、地域との関わりにおいては特筆すべきものがある。
トヨタ自動車は世界トップクラスの販売台数を誇る巨大メーカーであり、トヨタの工場や下請け会社の多い企業城下町、愛知県豊田市やその周辺の都市では自動車頼みの産業構造となっているため、自動車関連産業への就業者の割合が非常に高い。そのため地域の商業も行政の住民サービスも必然的に自動車産業の影響を大きく受ける。街自体が巨大な社宅と揶揄されるほどである。
朝夕の通勤ラッシュは祝日等においても発生するため、豊田市周辺の鉄道・バス路線の中には工場稼働日と非稼働日に分けてダイヤ設定したり、工場稼働日にシャトル便を設定している路線もある。
一部の自治体では、自動車産業に従事する新成人やその父母が参加できるよう、成人式を成人の日の前日にあたる日曜日とするなどの配慮をしたり、保育所のなかにはトヨタカレンダーにあわせて祝日も登園日としているところもあるほどである。